# Luden bandmossa
Luden bandmossa (Apometzgeria pubescens eller Metzgeria pubescens) är en bladmossart som först beskrevs av Franz von Paula Schrank, och fick sitt nu gällande namn av Kuwah. Luden bandmossa ingår i släktet Apometzgeria och familjen Metzgeriaceae.
Enligt den svenska rödlistan är arten starkt hotad i Sverige. Arten förekommer i Götaland, och har bara påträffats på en lokal i Östra Vätterbranterna. Artens livsmiljö är skogslandskap. Inga underarter finns listade i Catalogue of Life.

## Bildgalleri

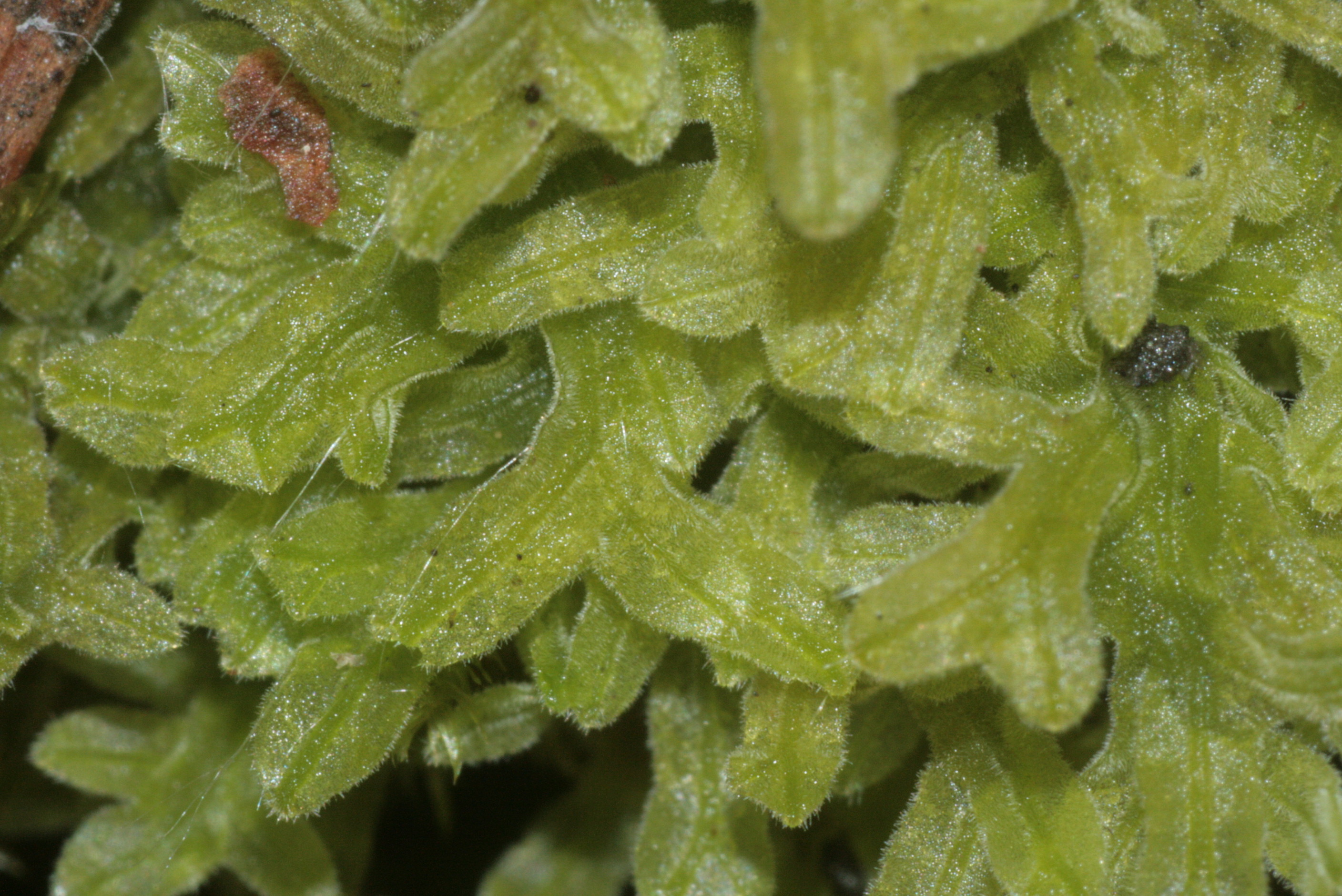
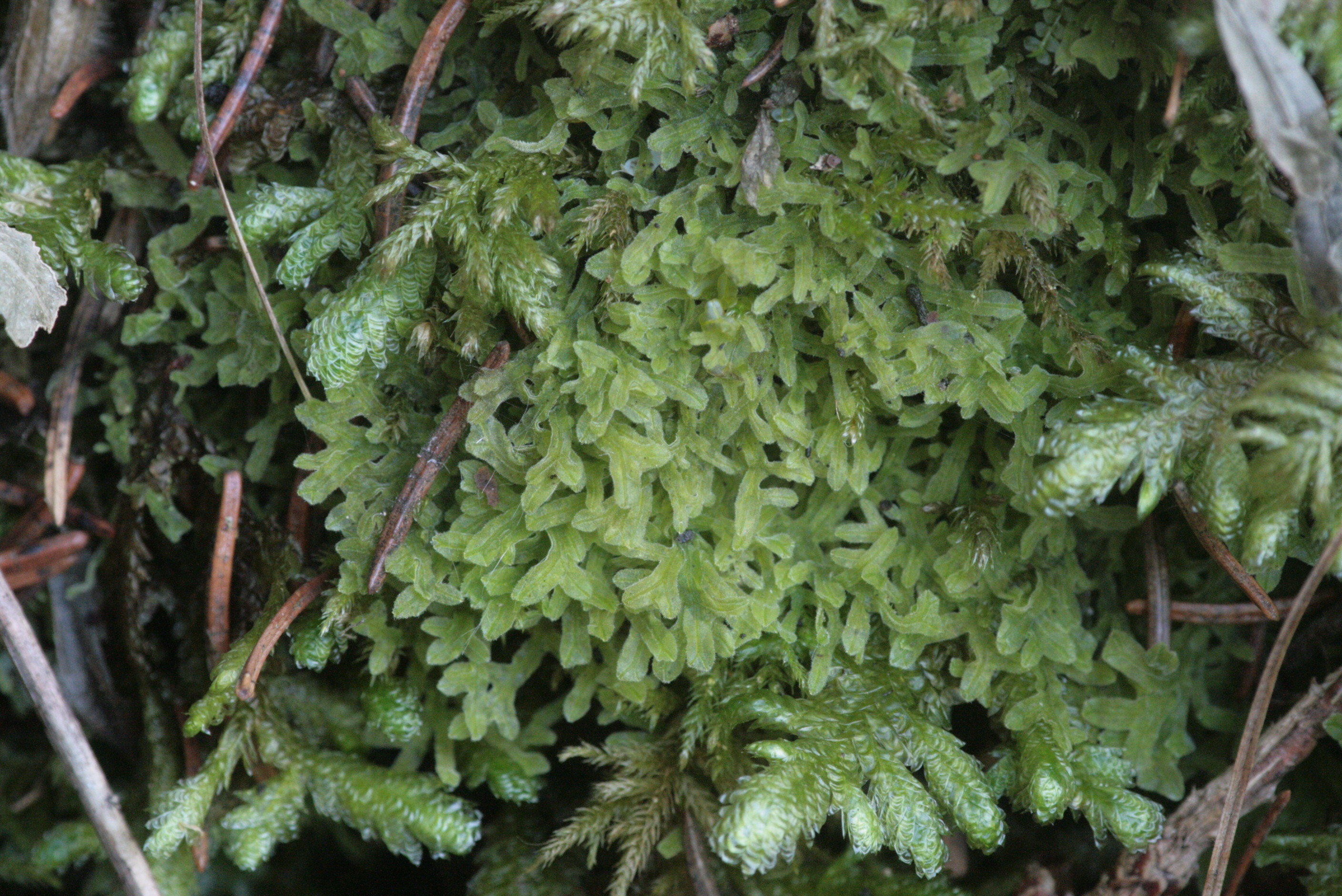
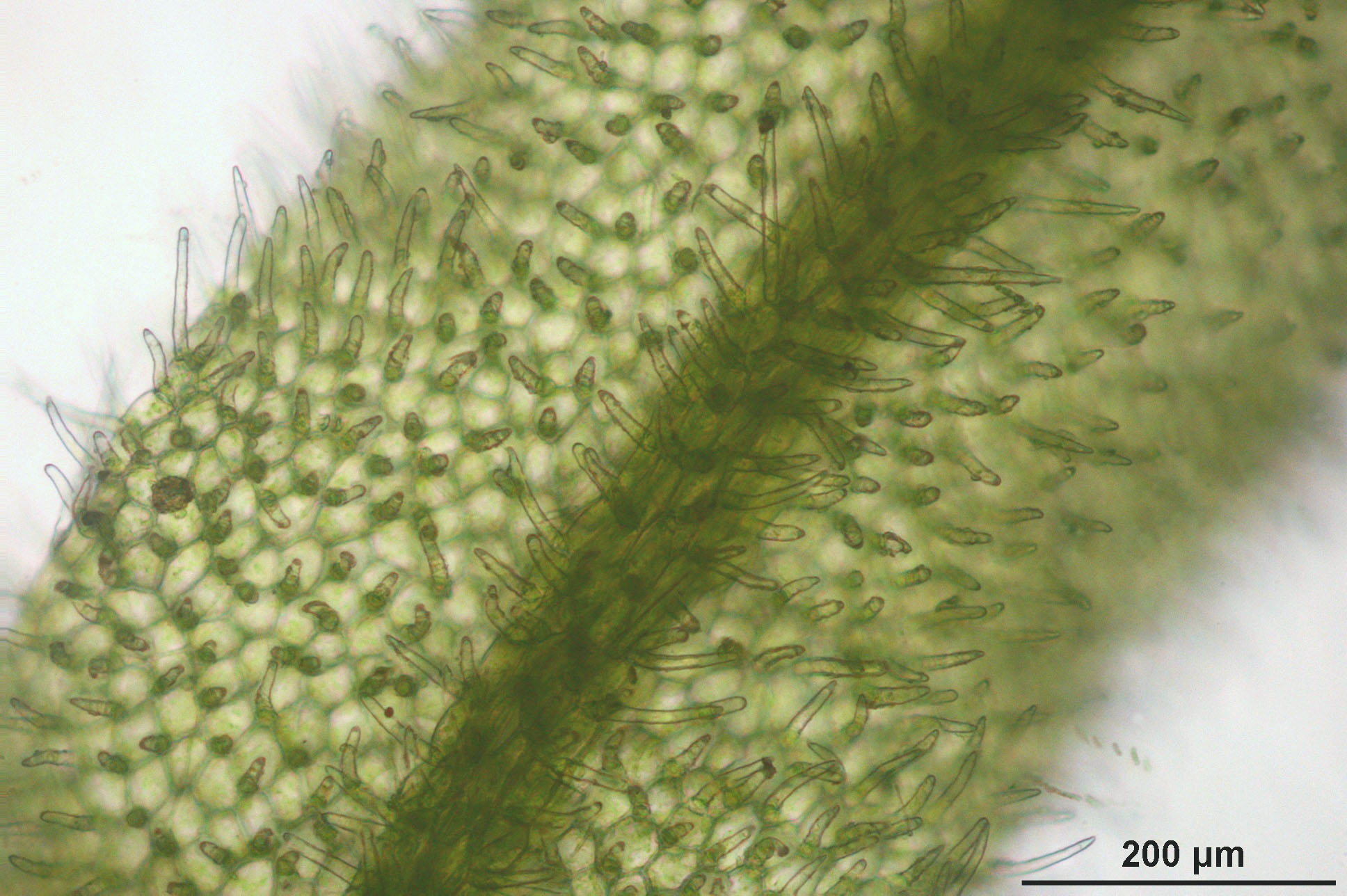
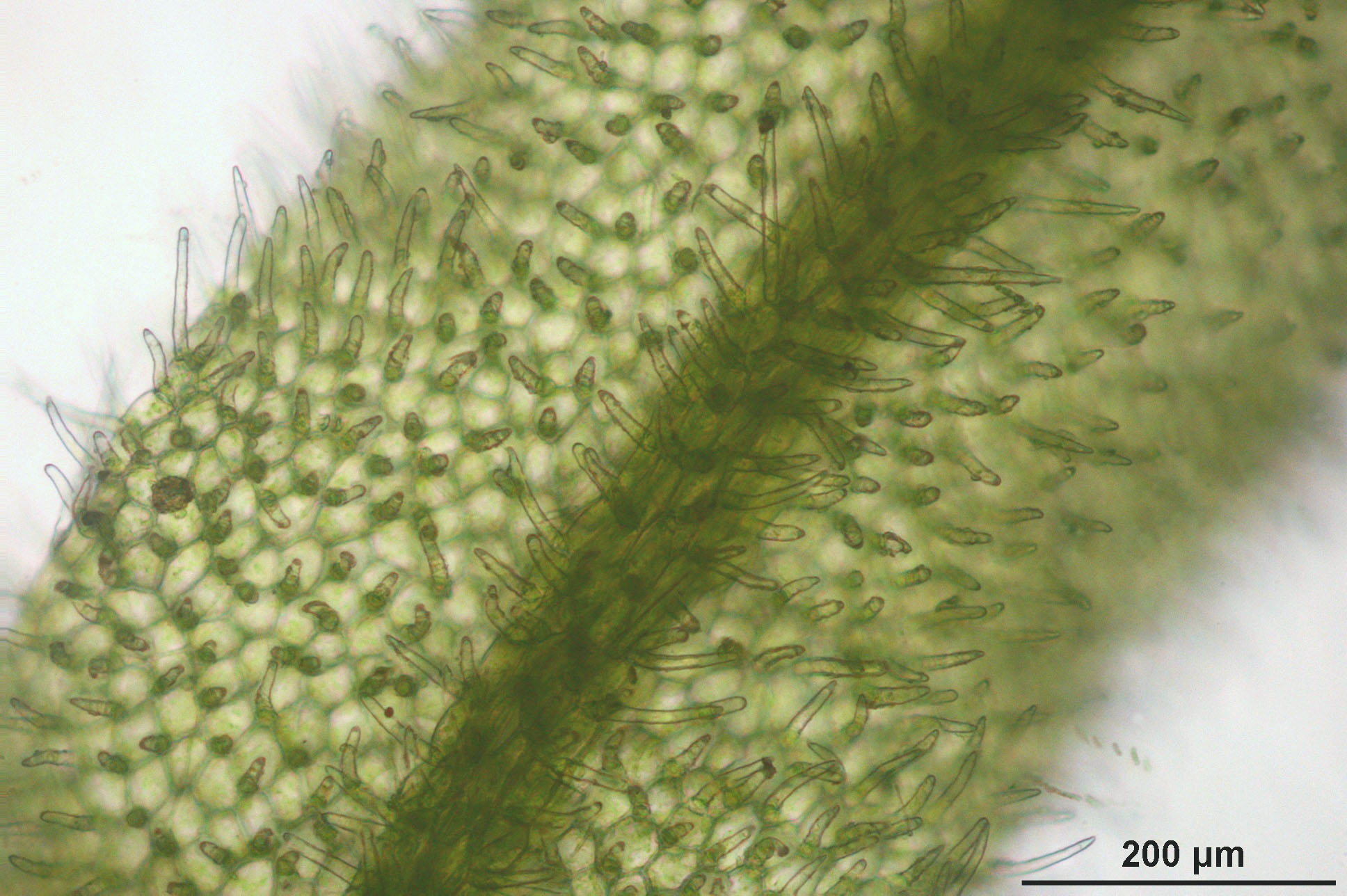